# Johan van Hell

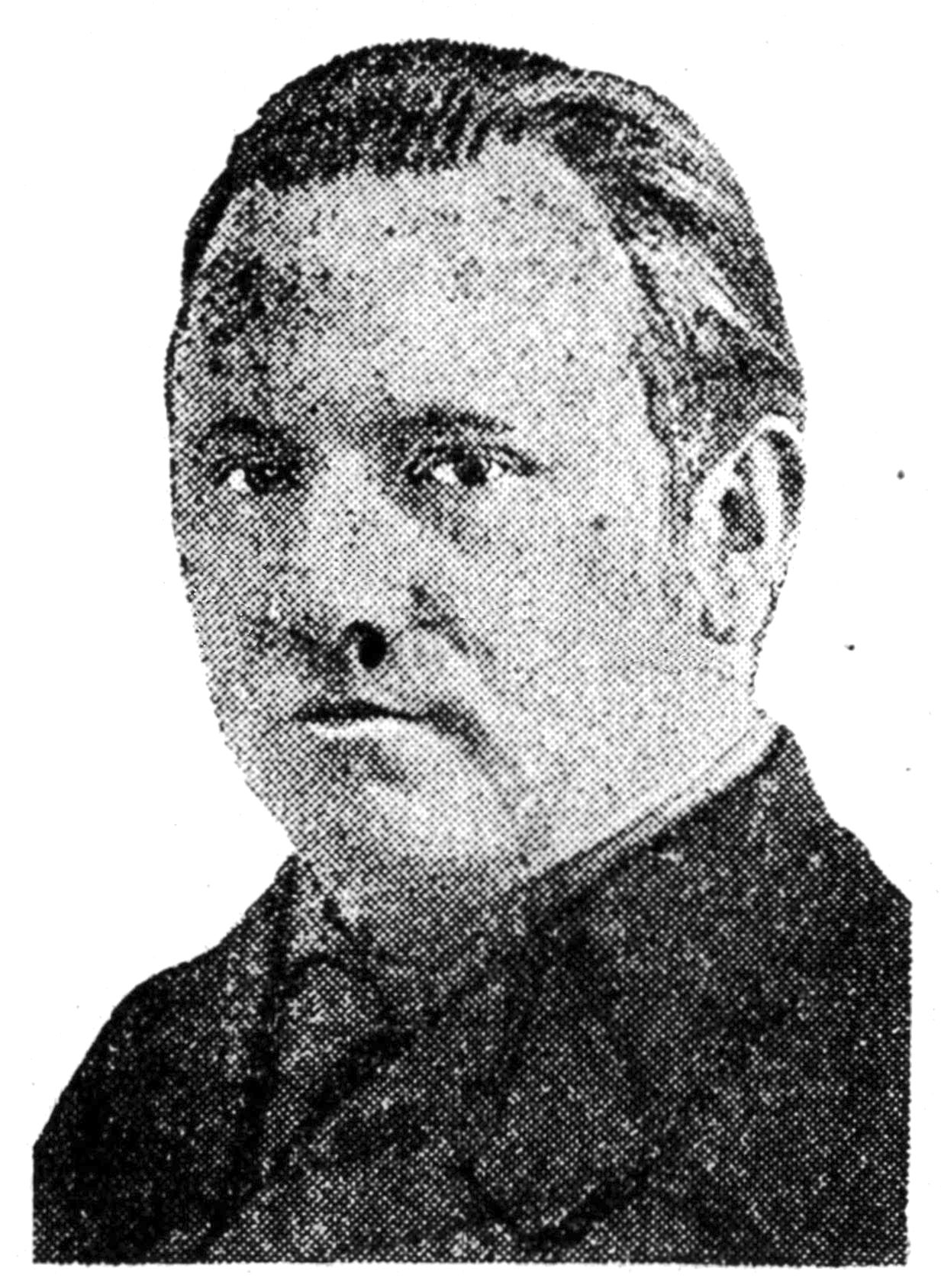
Johan van Hell in 1926

Johannes Gerardus Diederik (Johan) van Hell (Amsterdam, 28 februari 1889 – aldaar, 31 december 1952) was een Nederlands graficus, musicus, schilder, aquarellist, tekenaar, lithograaf, houtsnijder, tekenleraar en boekbandontwerper.
Hij genoot zijn opleiding aan de Rijksnormaalschool voor Teekenonderwijzers in Amsterdam, de Kunstnijverheidsschool Quellinus en de Rijksakademie voor Beeldende kunsten Amsterdam.
Van Hell was zowel schilder als musicus, hij speelde als klarinettist in het Concertgebouworkest. Hij was een overtuigd socialist, wat tot uiting komt in zijn schilderijen, tekeningen, litho's en affiches die alledaagse straattaferelen met muzikanten, mattenkloppende vrouwen, visboeren, handelaren en arbeiders tijdens de crisisjaren in de vorige eeuw uitbeelden. Hij vervaardigde ook lithografieën aan de hand van zijn schilderijen, die hij voor enkele guldens verkocht.
Ook hield hij zich bezig met gelegenheidsgrafiek, ex-libris en boekillustraties.
Voor de SDAP, de voorloper van de PvdA, ontwierp hij enkele affiches. Dat deed hij ook voor de OSP, die zich in 1932 van de SDAP afsplitste.
Op 12 november 1915 trouwde hij met Pauline Wijnman. Zij kwam te overlijden op 2 oktober 1930. Johan van Hell trouwde opnieuw op 14 juni 1933 met Caroline Lankhout.